# Тилли, Дженнифер
Дже́ннифер Ти́лли (англ. Jennifer Tilly), урождённая Дженнифер Эллен Чан (англ. Jennifer Ellen Chan; род. 16 сентября 1958, Харбор-Сити, Лос-Анджелес, Калифорния, США) — американская актриса и сценарист. Наиболее известна по фильмам «Головы» (1993), «Пули над Бродвеем» (1994), «Связь» (1996), «Лжец, лжец» (1997), Танцы в «Голубой игуане» (2000), «Страна приливов» (2005) и серии фильмов о кукле-убийце Чаки.
В 1995 году была номинирована на премию «Оскар» за «Лучшую женскую роль второго плана» в фильме Вуди Алена «Пули над Бродвеем» (1994).

## Биография
Дженнифер Тилли (Эллен Чан) родилась 16 сентября 1958 года в Харбор-Сити, Лос-Анджелес, штат Калифорния, США. Её отец Гарри Чан — продавец подержанных автомобилей, а мать Патрисия Чан (урождённая Тилли) — канадская учительница и бывшая театральная актриса. Отец Дженнифер имел китайское происхождение, а мать была ирландкой. У актрисы есть старший брат Стив и две младшие сестры: Мег, также ставшая актрисой, и Ребекка.
После развода родителей, когда ей было пять, Тилли осталась жить с матерью, которая вскоре вышла замуж за Джона Уорда, на сельском острове Тексада в Британской Колумбии. Позже её мать вновь развелась, когда ей было 16 лет и они переехали в Викторию, где Тилли окончила школу «Belmont High». Дженнифер Тилли получила степень бакалавра искусств в колледже «Стивенс» в Миссури.

## Карьера

### Кино
Дженнифер Тилли начала свою актёрскую карьеру в 1982 году, с небольших ролей в телесералах: «Блюз Хилл-стрит» (1981—1987), «Весёлая компания» (1982—1993), «Ремингтон Стил» (1982—1987) и др. Вскоре она сыграла девушку Гарри в телесериале «Шоу Гарри Шендлинга», которое транслировалось на Showtime. Она также сыграла проститутку в короткометражном фильме «Key West» с Фишером Стивенсом. В 1989 году она снялась в главной роли в комедии «Скачи во весь опор» с Ричардом Дрейфусом. Её прорывом стала роль поющей официантки в фильме «Знаменитые братья Бейкеры» (1989), песня из этого фильма была написана специально для неё Стивом Колинсом.
В 1995 году Дженнифер была номинирована на премию «Оскар» за «Лучшую женскую роль второго плана» в фильме Вуди Алена «Пули над Бродвеем» (1994). В этом фильме она сыграла роль безнадежно плохой актрисы Оливии Нил. В 1994 году она также сыграла небольшую роль в фильме «Побег» с Алеком Болдуином и Ким Бейсингер.
После Тилли снялась в фильме «Связь» (1996) режиссёров Лилли и Ланы Вачовски, в основе сюжета которого любовные отношения двух женщин Вайолет и Корки (её сыграла Джина Гершон). Далее она сыграла Саманту Коул в комедии «Лжец, лжец» (1997), с Джимом Кэрри в главной роли и роль Джо в драме Танцы в «Голубой игуане» (2000). Она также играла сплетницу и журналистку Луэллу Парсонс в фильме Питера Богдановича «Смерть в Голливуде» (2001).
Популярность ей также принесла роль серийной убийцы Тиффани Валентайн в фильмах: «Невеста Чаки» (1998), «Потомство Чаки» (2004), «Проклятие Чаки» (2013) и «Культ Чаки» (2017). В этих фильмах она играет женщину по имени Тифани и озвучивает куклу с душой Тифани, которую переселил туда Чаки.
Она также озвучивала персонажей в мультфильмах: «Эй, Арнольд!» (1996—2004), «Корпорация монстров» (2001), «Особняк с привидениями» (2003) и др. Помимо ролей в кино, Дженнифер активно работает в театре.
С 2005 по 2006 год она играла главную роль в телесериале «Вне практики» с Генри Уинклером и Стокард Чэннинг. Сериал был закрыт в мае 2006 года. В это время Тилли в основном занималась профессиональной игрой в покер.
В 2009 году Тилли снялась в китайском фильме Кристины Йао «Империя серебра». В 2012 году она снялась в фильме «30 ударов», а после в фильмах «Праздник Эмили» (2013), «Опять Вавилон» (2013), «Тайная жизнь мужланов» (2013) и «История золушки 4: Если туфелька подойдёт» (2016).

### Покер
27 июня 2005 года Тилли получила мировой браслет покера (и $158,625) в безлимитном Техасском холдеме, обыграв 600 других игроков, а 1 сентября 2005 она победила в третьем мировом покерном Туре, проводимом в казино «Bicycle» в Белл-Гарденс, пригороде Лос-Анджелеса. Тилли также участвовала в ГСН серии покере Рояль. Тилли играла в покер в Celebrity Poker Showdown, который вышел в эфир 14 июня 2006 года, на Bravo. Она была выбита на третьем месте по Bravo одним из онлайн покер-чемпионов.
При игре в покер по телевизору Тилли часто носит декольтированные топы с пуш-ап бюстгальтерами, чтобы «выглядеть мило», но она непременно добавила, что «если люди действительно играют в покер, то они не заботятся о том, кто как выглядит. Ничто не выглядит лучше, чем пара тузов». После Тилли появилась в мировой серии турнира покер-чемпионов в 2007 году.
В телевизионном интервью в 2005 году Тилли заявила, что в этот момент своей карьеры она была больше заинтересована игрой в покер, чем ролями в кино. В декабре 2008 года она объявила о своем уходе из покера как профессии, в своей ежемесячной колонке в журнале Bluff, она сказала:

Я люблю покер, но величие в покере является недостижимой мечтой. Есть слишком много вариантов. Вы пытаетесь найти нечто в покере и это все равно что пытаться найти девственницу в борделе. Я не играю в покер часто, азартные игры — это зависимость. В конце концов, я просто буду относиться к нему больше как к хобби, а не как к карьере.
В январе 2010 года она снова начала заниматься игрой в покер и в мае 2016 года её рекорд на турнире по покеру превысил $916,000.

## Личная жизнь
С 1984 по 1991 год Тилли была замужем за продюсером Сэмом Саймоном. С 2004 года она состоит в отношениях с профессиональным игроком в покер Филом Лааком.

## Избранная фильмография

### Актриса
| Год       |     | Русское название                          | Оригинальное название                | Роль                          |
| --------- | --- | ----------------------------------------- | ------------------------------------ | ----------------------------- |
| 1982      | с   | Блюз Хилл-стрит                           | Hill Street Blues                    | Джина                         |
| 1982      | с   | Весёлая компания                          | Cheers                               | Канди Пирсон                  |
| 1982      | с   | Ремингтон Стил                            | Remington Steele                     | Блитцен                       |
| 1983      | с   | О, Маделин                                | Oh Madeline                          | Лори                          |
| 1984      | ф   | Только большое чувство                    | No Small Affair                      | Мона                          |
| 1985      | с   | Детективное агентство «Лунный свет»       | Moonlighting                         | медсестра Сандра              |
| 1985      | ф   | Надвигающееся насилие                     | Moving Violations                    | Эмми Хопкинс                  |
| 1985      | с   | —                                         | Stir Crazy                           | Карен                         |
| 1986      | с   | Это шоу Гарри Шэндлинга                   | It's Garry Shandling's Show          | Анджелика                     |
| 1986      | ф   | Наизнанку                                 | Inside Out                           | Эмми                          |
| 1987      | ф   | Он моя девочка                            | He's My Girl                         | Лиза                          |
| 1988      | ф   | Джонни, будь хорошим                      | Johnny Be Good                       | Конни Найслер                 |
| 1988      | ф   | Удалённый контроль                        | Remote Control                       | Аллегра Джеймс                |
| 1988      | ф   | Губы напрокат                             | Rented Lips                          | Мона Лиза                     |
| 1988      | ф   | Высшие духи                               | High Spirits                         | Миранда                       |
| 1989      | ф   | Вдали от дома                             | Far from Home                        | Эмми                          |
| 1989      | ф   | Скачи во весь опор!                       | Let It Ride                          | Вики                          |
| 1989      | ф   | Знаменитые братья Бейкер                  | The Fabulous Baker Boys              | Моника Моран                  |
| 1991      | ф   | Южане                                     | Scorchers                            | мисс Талбот                   |
| 1992      | ф   | Тень волка                                | Shadow of the Wolf                   |                               |
| 1993      | ф   | Сделано в Америке                         | Made in America                      | Стейси                        |
| 1993      | ф   | Фрейзер                                   | Frasier                              | Ким                           |
| 1993      | тф  | Головы                                    | Heads                                | Тина Эббот                    |
| 1993      | тф  | Дома у Уэбберов                           | At Home with the Webbers             | Миранда Уэббер                |
| 1994      | ф   | Побег                                     | The Getaway                          | Фран Карви                    |
| 1994      | ф   | Двойное пересечение                       | Double Cross                         | Мелисса                       |
| 1994      | ф   | Пули над Бродвеем                         | Bullets Over Broadway                | Оливия Нил                    |
| 1995      | ф   | Объятие вампира                           | Embrace of the Vampire               | Марика                        |
| 1995      | ф   | Хищная птица                              | Bird of Prey                         | Кили Грифит                   |
| 1995      | ф   | Человек с пистолетом                      | Man with a Gun                       | Рена Раштон / Кэти Пейн       |
| 1995      | ф   | Причуды любви                             | The Pompatus of Love                 |                               |
| 1996      | ф   | Эди и Пен                                 | Edie & Pen                           | Эди                           |
| 1996      | ф   | Домашний арест                            | House Arrest                         | Синди Фиглер                  |
| 1996      | ф   | Связь                                     | Bound                                | Вайолет                       |
| 1996      | ф   | Американские бродяги                      | American Strays                      | Пэтти Мэй                     |
| 1996      | мс  | Эй, Арнольд!                              | Hey Arnold!                          | Лола                          |
| 1997      | ф   | Лжец, лжец                                | Lair, Lair                           | Саманта Коул                  |
| 1997      | с   | Выстрел                                   | Gun                                  | Филлис                        |
| 1997      | ф   | Невезучий                                 | The Wrong Guy                        | Линн Холден                   |
| 1997      | тф  | Крёстная мать                             | Bella Mafla                          | Мойра Лучано                  |
| 1998      | ф   | Музыка из другой комнаты                  | Music from Another Room              | Нина                          |
| 1998      | ф   | Расслабься, это просто секс               | Relax...It's Just Sex                | Тара                          |
| 1998      | ф   | Громилы                                   | Hoods                                | Мэри Криппа                   |
| 1998      | ф   | Невеста Чаки                              | Bride of Chucky                      | Тифани                        |
| 1998      | с   | Захватывающий город греха                 | Sin City Spectacular                 |                               |
| 1999—2024 | мс  | Гриффины                                  | Family Guy                           | Бонни Свонсон (в 94 эпизодах) |
| 1999      | ф   | Муза                                      | The Muse                             |                               |
| 1999      | ф   | Чокнутая                                  | Goosed                               | Шарлин                        |
| 1999      | ф   | Беспокойный свидетель                     | Do Not Disturb                       | Кэтрин                        |
| 1999      | мф  | Барток Великолепный                       | Bartok the Magniflcent               | Пилоф                         |
| 1999      | ф   | Стюарт Литтл                              | Stuart Little                        | мисс Стаут                    |
| 1999      | ф   | Бей в кость                               | Play It to the Bone                  |                               |
| 2000      | ф   | Цепь                                      | Хелен                                |                               |
| 2000      | ф   | Бруно                                     | Bruno                                | Долорес                       |
| 2000      | ф   | Команда                                   | The Crew                             | Феррис                        |
| 2000      | ф   | Танцы в «Голубой игуане»                  | Dancing at the Blue Iguana           | Джо                           |
| 2000      | ф   | C.S.I.: Место преступления                | CSI: Crime Scene Investigation       | Трейси Прэтт                  |
| 2001      | ф   | Грязь                                     | Dirt                                 | проститутка                   |
| 2001      | тф  | Всё объяснит сестра Мэри                  | Sister Mary Explains It All          | Филомена                      |
| 2001      | ф   | Любовь на бегу                            | Fast Sofa                            |                               |
| 2001      | ф   | Смерть в Голливуде                        | The Cat's Meow                       | Луэлла Парсонс                |
| 2001      | мф  | Корпорация монстров                       | Monsters, Inc                        | Селия                         |
| 2001      | ф   | В семье не без урода                      | Ball in the House                    | тётя Дот                      |
| 2002      | тф  | Великолепные Эмберсоны                    | The Magniflcent Ambersons            | Фанни                         |
| 2003      | ф   | Север Голливуда                           | Hollywood North                      | Джиллиан Стивенс              |
| 2003      | ф   | Пансион Джерико                           | Jericho Mansions                     | Донна                         |
| 2003      | ф   | Особняк с привидениями                    | The Haunted Mansion                  | мадам Леота                   |
| 2003      | ф   | Хэппи-энд                                 | Nowhere to Go But Up                 | Эдна                          |
| 2004      | ф   | Второй, но лучший                         | Second Best                          |                               |
| 2004      | ф   | Абсолютные противоположности              | Perfect Opposites                    | Элис Стейнберг                |
| 2004      | мф  | Не бей копытом                            | Home on the Range                    |                               |
| 2004      | ф   | Молодой отец                              | EI padrino                           |                               |
| 2004      | ф   | Святой Ральф                              | Saint Ralph                          | медсестра Алиса               |
| 2004      | ф   | Любовь на стороне                         | Love on the Side                     | Альма                         |
| 2004      | ф   | Потомство Чаки                            | Seed of Chucky                       | Тифани / Дженнифер Тилли      |
| 2005      | ф   | Секс и насилие                            | The Civilization of Maxwell Bright   | доктор Шенон                  |
| 2005      | ф   | Миллиарды Бэйли                           | Bailey's Billions                    | Долорес Пеннингтон            |
| 2005      | ф   | Страна приливов                           | Tideland                             | королева Гунгильда            |
| 2005—2006 | с   | Вне практики                              | Out of Practice                      | Кристал                       |
| 2006      | тф  | Посвящение Сары                           | The Initiation of Sarah              |                               |
| 2007      | ф   | Интервенция                               | Intervention                         | Джейн                         |
| 2008      | ф   | Игроки                                    | Deal                                 | Карен Джонс                   |
| 2008      | ф   | Сторож                                    | The Caretaker                        | мисс Перри                    |
| 2008      | ф   | Барт снял номер в гостинице               | Bart Got a Room                      | Мелинда                       |
| 2008      | ф   | Немыслимый                                | Inconceivable                        | Салли                         |
| 2009      | ф   | Империя серебра                           | Baiyin diguo                         |                               |
| 2009      | с   | До смерти красива                         | Drop Dead Diva                       | Джинни                        |
| 2009      | с   | Американская семейка                      | Modern Family                        | Дарлин                        |
| 2010      | ф   | Сделано в Румынии                         | Made in Romania                      |                               |
| 2012      | ф   | 30 ударов                                 | 30 Beats                             | Эрика                         |
| 2012      | с   | Классный ниндзя                           | Randy Cunningham: 9th Grade Ninja    | Аманда Левэй                  |
| 2013      | ф   | Праздник Эмили                            | Amelia's 25th                        | мисс Селия                    |
| 2013      | ф   | Проклятие Чаки                            | Curse of Chucky                      | Тифани                        |
| 2013      | ф   | Опять Вавилон                             | Return to Babylon                    | Клара Бов                     |
| 2013      | ф   | Тайная жизнь мужланов                     | The Secret Lives of Dorks            | мисс Стюарт                   |
| 2014      | с   | Заведённые                                | Spun Out                             | Мегги Фелгейт                 |
| 2016      | ф   | История золушки 4: Если туфелька подойдёт | A Cinderella Story: If the Shoe Fits |                               |
| 2016      | ф   | —                                         | Ray Meets Helen                      | Джинджер                      |
| 2017      | ф   | Культ Чаки                                | Cult of Chucky                       | Тифани                        |
| 2017      | ф   | Рэй встречает Хелен                       | Ray Meets Helen                      | Джинджер                      |
| 2019      | ф   | Семь дней до Вегаса                       | 7 Days to Vegas                      | Дженнифер                     |
| 2020      | док | Королевы покера                           | Poker Queens                         | Камео                         |
| 2021      | ф   | Рождество под кайфом                      | High Holiday                         | Стефани Кукси                 |

### Сценарист
- 1986 — «Мэри»
- 2008 — «Немыслимый»

## Награды и номинации
Полный список наград и номинаций на сайте IMDb.

### Награды
- 2005 — «DVD Exclusive Awards»;
- 2007 — «San Diego Film Festival», «Лучшая актриса» (Интервенция);
- 2008 — «GLAAD Media Awards»;
- 2008 — «Theatre World Awards».

### Номинации
- 1995 — «Джемини», «Лучшая женская роль в драматической программе или мини-сериале», (Головы);
- 1995 — «Оскар», «Лучшая женская роль второго плана», (Пули над Бродвеем);
- 1997 — «Сатурн», «Лучшая актриса второго плана», (Связь);
- 1997 — MTV, «Лучший поцелуй», (Связь);
- 1999 — «Сатурн», «Лучшая актриса», (Невеста Чаки);
- 2005 — MTV, «Лучшая актриса в фильме ужасов», (Потомство Чаки).